# 格魯什基夫卡 (卡緬卡區)
49°5′22″N 32°12′18″E / 49.08944°N 32.20500°E
赫魯什基夫卡（烏克蘭語：Грушківка）是位於烏克蘭中部的村莊，由切爾卡瑟州切爾卡瑟區的卡姆揚卡市鎮負責管轄。該村始建於十七世紀，面積65.6平方公里，海拔高度152米，2009年人口1,070，人口密度每平方公里16.3人。